# Agrarna reforma u Kraljevini Srbiji

## Eliminacija feudalnih odnosa u novooslobođenim krajevima
Proširenjem granica Srbije 1878. godine na jugoistok (Niš, Pirot i Leskovac) nametnulo se pitanje razrješenje problema imovinskih odnosa u novooslobođenim krajevima. Srbija, kao zemlja slobodnog seljaštva, nije mogla trpjeti spahijski i čitlučki feudalni turski sistem, ali je proglašenje seljaka vlasnicima bez naknade bilo protivno odredbama Berlinskog ugovora, koji je izričito nalagao poštovanje imovinskih prava muslimana. Iz novooslobođenih krajeva iselio se pri završetku rata znatan broj muhamedanskih stanovnika. Prvo naseljavanje, pretežno Crnogoraca, bilo je neregulirano i donijelo je kaotično i samovlasno zauzimanje zemlje i sječu državnih šuma.

## Zakonska regulativa
U siječnju 1880. donesen je Zakon o naseljavanju, kojim je unijeto nešto reda: propisano je da jedna porodica može dobiti najviše 4 hektara zemlje i 2.000 m² za kuću, da se u zadružnim porodicama dodaju još po 2 hektara za svaku mušku osobu stariju od 16 godina, da naseljenici stječu pravo vlasništva tek poslije 15 godina savjesnog držanja zemlje, kao i da se naseljenici oslobađaju svih državnih okružnih i sreskih tereta, osim školskog prireza i općinskih davanja. Zatim je donesen Zakon o agrarnim odnosima u novim krajevima, kojim je naređen prinudan otkup spahijskih imanja - prinudan i za seljake i za spahije. Time je likvidiran feudalni sistem u Srbiji. Odštetu su, određenu bilo prema slobodnoj pogodbi, bilo prema odluci posebnih državnih komisija, imali platiti sami seljaci iz svojih sredstava u roku od pet godina. Turci su mogli zadržati samo varoška imanja.

## Plaćanje odštete
Kako se pojavio diplomatski problem jer plaćanje odštete Turcima nije išlo dobro, srpska je vlada u lipnju 1882. godine zaključila vanjski zajam na efektivnih 4,5 milijuna dinara iz kojega je isplatila turske vlasnike zemlje i postala povjerilac prema seljacima. Trebalo je da seljaci otplate taj dug državi tokom 15 do 25 godina, ali su to vrlo slabo činili. A svaki režim gledao je kroz prste agrarnim dužnicima s juga Srbije, težeći da ih pridobije za svoju stranku i popravi šanse na izborima. Naplata agrarnih dugova poboljšana je tek 1890.